# Fresnes-lès-Montauban
Fresnes-lès-Montauban ist eine französische Gemeinde mit 604 Einwohnern (Stand 1. Januar 2022) im Département Pas-de-Calais in der Region Hauts-de-France. Sie gehört zum Arrondissement Arras und zum Kanton Brebières.

## Lage
Die Gemeinde Fresnes-lès-Montauban liegt am Südrand des Nordfranzösischen Kohlereviers, zwölf Kilometer ostnordöstlich von Arras, zwölf Kilometer westsüdwestlich von Douai und 13 Kilometer südsüdwestlich von Lens. Durch das Gemeindegebiet verlaufen die Autoroute A1 und parallel die Eisenbahn-Hochgeschwindigkeitsstrecke LGV Nord. Nachbargemeinden von Fresnes-lès-Montauban sind Izel-lès-Équerchin im Nordosten, Vitry-en-Artois im Osten, Biache-Saint-Vaast im Süden, Gavrelle im Südwesten, Oppy im Westen sowie Neuvireuil im Nordwesten.

## Bevölkerungsentwicklung
| Jahr                       | 1962 | 1968 | 1975 | 1982 | 1990 | 1999 | 2006 | 2014 | 2022 |
| Einwohner                  | 370  | 380  | 386  | 454  | 538  | 499  | 469  | 570  | 604  |
| Quellen: Cassini und INSEE |      |      |      |      |      |      |      |      |      |

## Sehenswürdigkeiten
- Kirche Notre-Dame, erbaut 1876/77

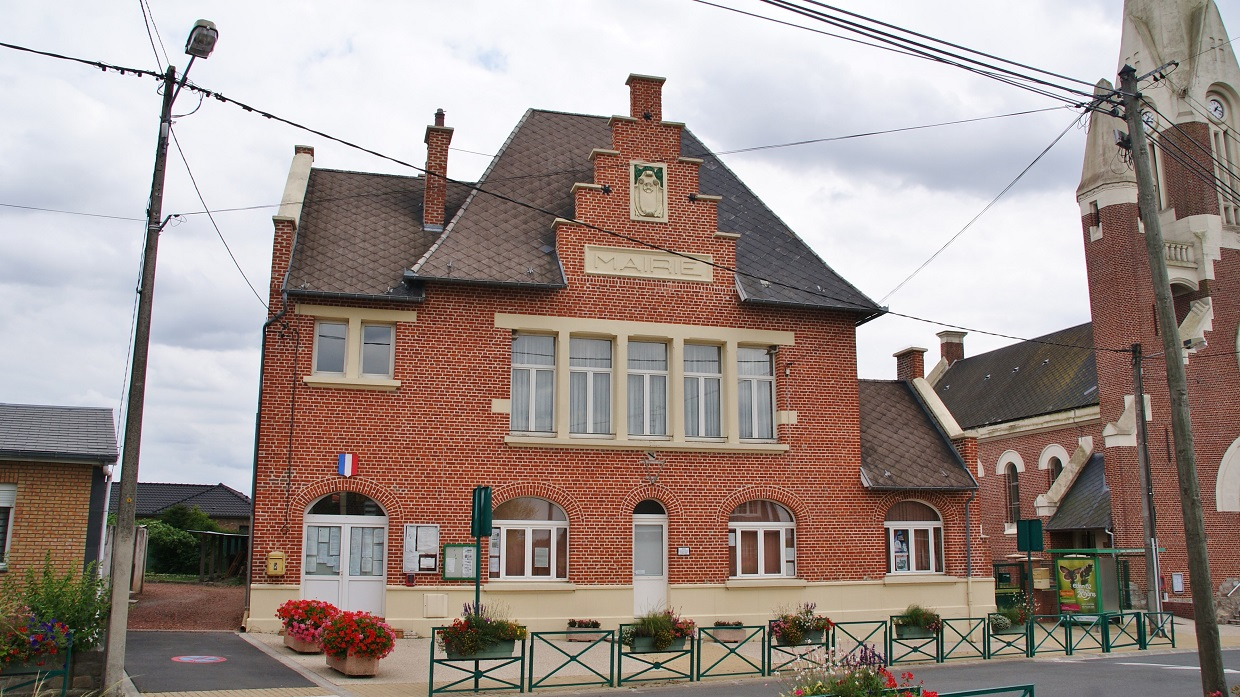
Mairie Fresnes-lès-Montauban
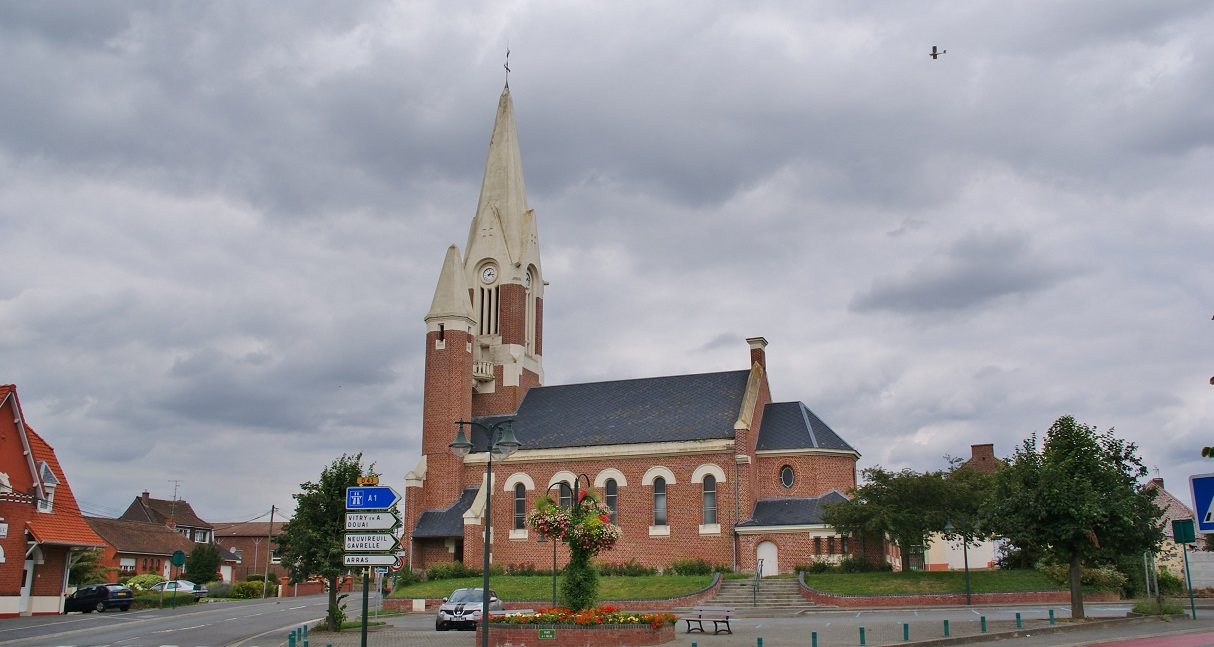
Kirche Notre-Dame
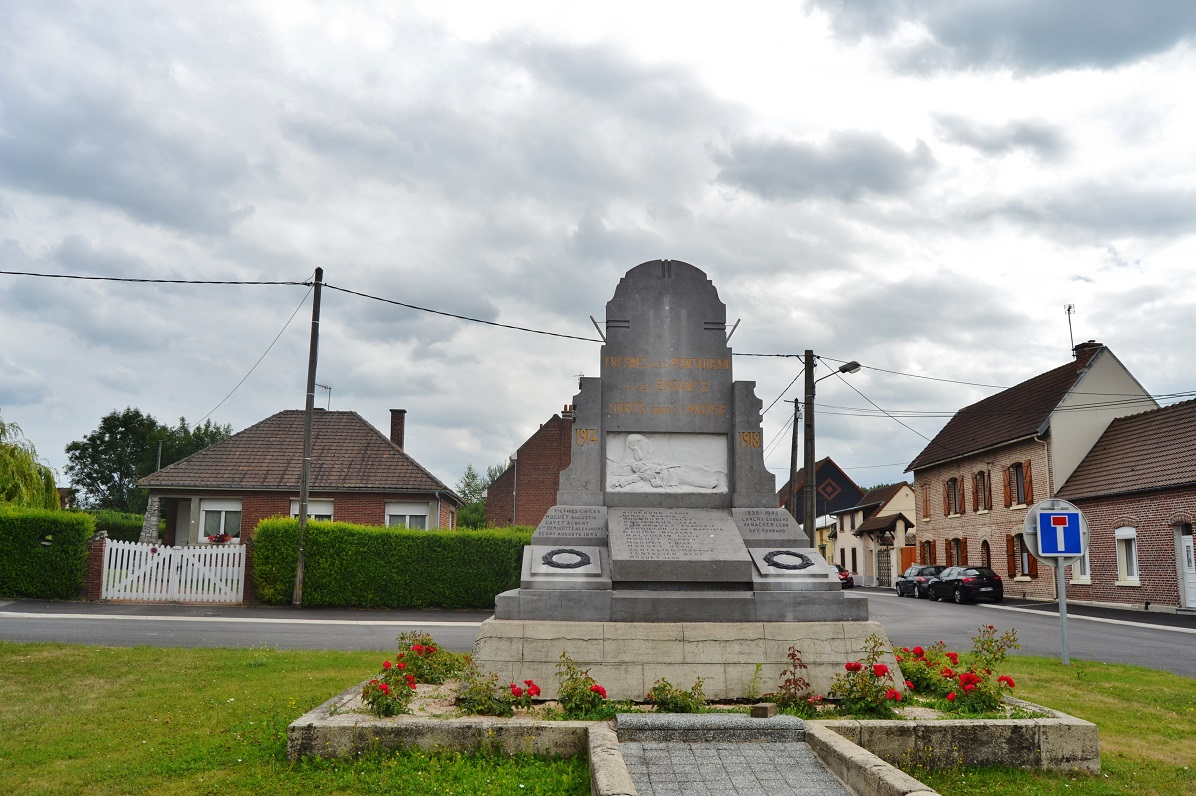
Gefallenendenkmal